# María Agustina Rivas López
 (juin 2021).
Si vous disposez d'ouvrages ou d'articles de référence ou si vous connaissez des sites web de qualité traitant du thème abordé ici, merci de compléter l'article en donnant les références utiles à sa vérifiabilité et en les liant à la section « Notes et références ».
María Agustina Rivas López, dite Aguchita, née le 13 juin 1920 et morte assassinée le 27 septembre 1990, est une religieuse péruvienne, de l'Ordre des Sœurs de la Charité du Bon Pasteur. Dévouée aux enfants et aux  indigènes, elle fut victime de la lutte anti-catholique menée par le Sentier lumineux. Reconnue martyre par l'Église catholique, elle sera déclarée bienheureuse le 7 mai 2022.

## Biographie

### Vie religieuse
Antonia Luzmila, à l'état civil, naît le 13 juin 1920 à Coracora. À 14 ans, elle est envoyée à Lima pour intégrer l'école tenue par les Sœurs de la Charité. Attirée par la vie religieuse, elle entre dans cette même congrégation en 1941, dans laquelle elle fait ses vœux le 8 février 1945. Sœur Maria Agustina Rivas Lopez vit à Lima jusqu'en 1988, où elle s'occupe en particulier des enfants, comme éducatrice, catéchiste et infirmière. Elle se rend régulièrement dans les périphéries pour apporter ses soins aux enfants abandonnés. Son expérience l'amène à être choisie plusieurs fois comme formatrice des novices.
En 1988, période a laquelle le mouvement maoïste Sentier lumineux poursuit des activités terroristes, sœur Maria Agustina est envoyée à la mission de La Florida, dans la région de Junín. Elle s'y occupe spécialement des femmes indigènes. Malgré le climat d'insécurité toujours plus important, sœur Maria Agustina développe des activités favorisant une meilleure éducation aux enfants, un accès plus important à l'alimentation et à la santé.

### Le martyre
Le 27 septembre 1990, des miliciens du Sentier lumineux débarquent à La Florida, et somment tous les habitants de se réunir sur la place principale. Sœur Maria Agustina offre spontanément sa vie aux miliciens en échange de la libération des villageois. Ne trouvant pas la supérieure de la mission catholique qu'ils voulaient tuer, les miliciens prirent à la place sœur Maria Agustina et l'exécutèrent sommairement devant les villageois. Le cadavre fut laissé sur place pendant toute la nuit, et enterré seulement le lendemain.
Le Sentier lumineux ne tolérait pas les prêtres et les  religieuses catholiques, qu'ils accusaient de détourner les populations de la révolution armée. Dans leur idéologie marxiste, la religion est l'opium du peuple. Les P.P. Michał Tomaszek, Zbigniew Strzałkowski et Alessandro Dordi, victimes de ce groupe terroriste, furent béatifiés en 2015.

## Vénération

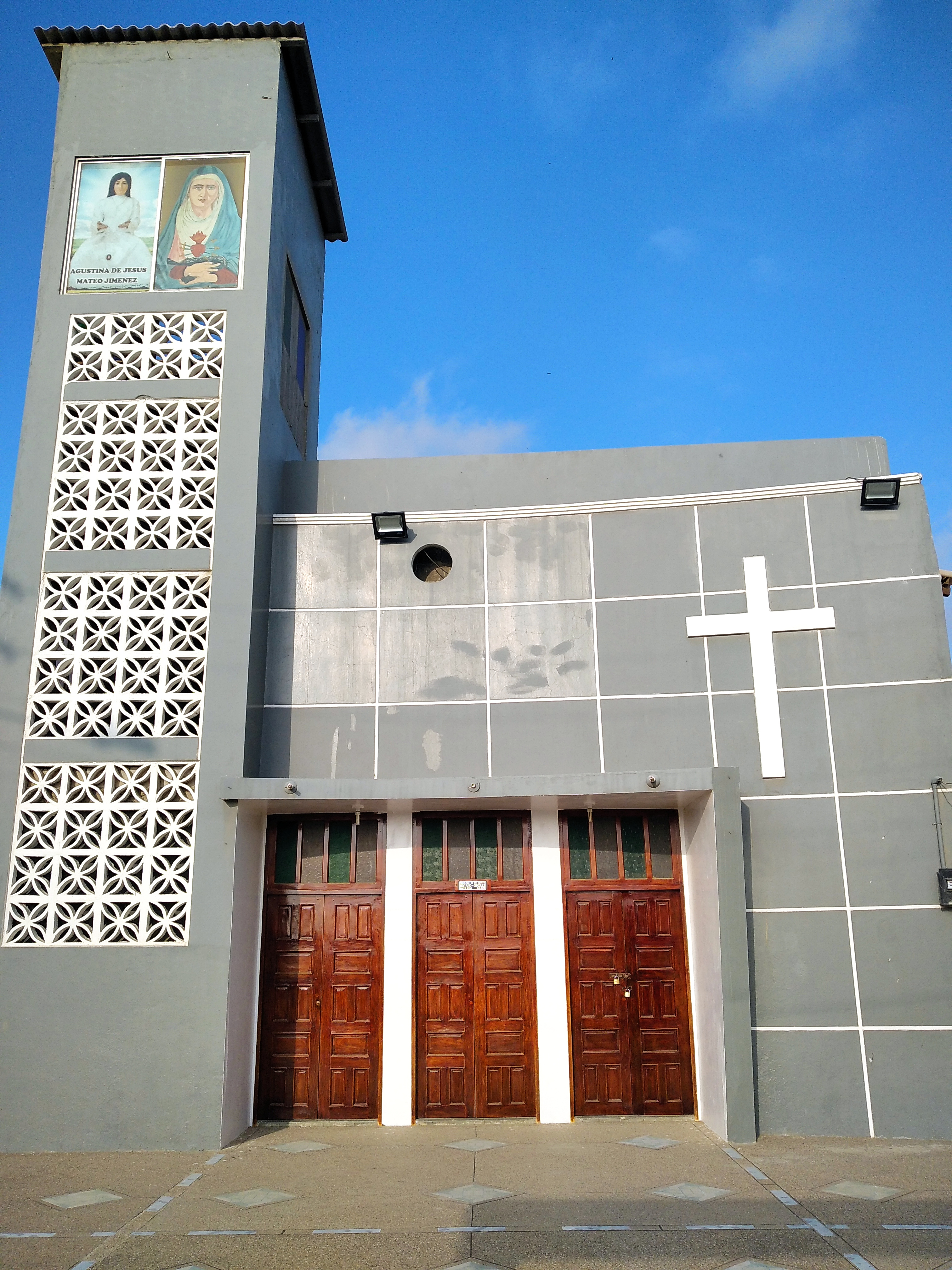
Chapelle élevée en son honneur, sur le lieu de son martyre

### Enquête et reconnaissance du martyre
L'enquête canonique récoltant les éléments de la vie et de la mort de sœur Maria Agustina débute le 4 octobre 2017 dans le diocèse de San Ramón. Le but est de démontrer sa pratique exemplaire des vertus chrétiennes et sa mort pour la foi.
Le 22 mai 2021, le pape François reconnaît la mort in odium fidei de sœur Maria Agustina, et signe le décret permettant sa béatification. Elle sera solennellement proclamée bienheureuse le 7 mai 2022.